# Quico Martínez
Francisco Martínez Torá, conegut com a Quico Martínez, (Jumella, 6 d'abril de 1931) va ser un jugador de bàsquet català.
Va néixer a Jumella, tot i que abans del mes ja vivia a Badalona. Va començar a jugar a bàsquet l'any 1942 al col·legi del Sant Josep de Badalona, i va ser precisament el pare Millan, el mateix introductor d'aquest esport a Espanya, qui li va donar les primeres lliçons. Amb 11 anys va entrar a formar part de la categoria infantil del Club Joventut de Badalona, fins a arribar al primer equips uns anys més tard. Va disputar "la final de les tres pròrrogues", que és com es coneixia la final de la Copa del Generalíssim de 1952, que es va acabar perdent davant el Reial Madrid.
L'any 1954 Martínez va defensar els colors de la Gimnàstica de Badalona, i un any després va ingressar al Pineda com a jugador-entrenador, on va coincidir amb un jove Nino Buscató, qui amb tan sols 14 anys ja va deixar a Martínez "profundament impressionat", fins al punt de no dubtar en ascendir-al primer equip. Va retornar a Badalona el 1958, com a ajudant d'Eduardo Portela, al Sant Josep i finalment, el 1959, a requeriment de «Dani» Fernández, va tornar al Joventut, el club dels seus començaments, com a entrenador de juvenils i júniors.